# Bryan Bautista
Bryan Federico Bautista López, noto semplicemente come Bryan Bautista (Montevideo, 29 gennaio 1997), è un calciatore uruguaiano, centrocampista svincolato.

## Caratteristiche tecniche
È un esterno destro.

## Carriera
Cresciuto nel settore giovanile del Rentistas, ha esordito in prima squadra il 17 settembre 2016 disputando l'incontro di Segunda División Profesional pareggiato 1-1 contro il Cerro Largo.